# Calcarsynotaxus longipes
Calcarsynotaxus longipes is een spinnensoort in de taxonomische indeling van de Synotaxidae.
Het dier behoort tot het geslacht Calcarsynotaxus. De wetenschappelijke naam van de soort werd voor het eerst geldig gepubliceerd in 1995 door Jörg Wunderlich.